# RabbitMQ
RabbitMQ — платформа, що реалізує систему обміну повідомленнями між компонентами програмної системи на основі стандарту AMQP (Advanced Message Queuing Protocol).

## Основні відомості
- Використовує стандарт AMQP (Advanced Message Queuing Protocol).
- Підтримується горизонтальне маштабування для побудови кластерної архітектури.
- Підтримує збереження даних на диск
- Підтримки протоколів HTTP, XMPP та STOMP
- Є реалізація клієнтів для доступу до RabbitMQ для ряду мов програмування: Java, .NET, Perl, Python, Ruby, PHP та ін.
- Існують різноманітні плагіни (такі як плагін для моніторингу та управління через HTTP або вебінтерфейс або плагін «Shovel» для передачі повідомлень між брокерами)

## Аналоги
- MemcacheQ
- ActiveMQ
- Amazon SQS
- Gearman
- OpenAMQ
- Kafka

## PHP клієнти
- AMQP розширення PHP. Підходить для будь-якої версії AMQP-брокера, сумісного з версією 0-9-1, наприклад, RabbitMQ та OpenAMQ. Базується на бібліотеці librabbitmq, яка не підтримується у Windows. Тому даного розширення для Windows немає. (http://www.php.net/manual/en/book.amqp.php [Архівовано 2 квітня 2013 у Wayback Machine.])
- php-amqplib (https://github.com/videlalvaro/php-amqplib [Архівовано 4 червня 2014 у Wayback Machine.])
- amqphp (https://github.com/BraveSirRobin/amqphp [Архівовано 11 червня 2018 у Wayback Machine.])